# Joseph Bethenod
Pour les articles homonymes, voir Bethenod.
Joseph Frédéric Julien Bethenod, né le 28 avril 1883 à Lyon et mort le 21 février 1944 à Paris, est un ingénieur français qui s'est particulièrement illustré dans le domaine de la radio dans la première moitié du XXe siècle.

## Biographie
Joseph Bethenod entre à l'École centrale de Lyon en 1900. Il est l'assistant d'André Blondel et s'initie pendant son service militaire en 1906-1907 aux techniques de la radiotélégraphie dans les services du capitaine Ferrié. En 1910, il participe à la création de la Société française radio-électrique (SFR) aux côtés d'Émile Girardeau. Auteur et inventeur prolifique dans les domaines de l'électrotechnique et de la radioélectricité, on lui doit 150 publications dans l'Éclairage électrique puis dans La Lumière électrique et 300 brevets.
En électrotechnique, il a contribué aux réglages de la vitesse des machines d'induction et aux diagrammes des moteurs polyphasés, à la commande Actadis, action à distance sans fil pilote, utilisée encore à la fin du XXe siècle dans les transports ferroviaires.
En 1927, il épouse l'actrice Stacia Napierkowska.
En radioélectricité, on lui doit notamment l'alternateur à haute fréquence qui équipa les stations d'émissions françaises jusqu'en 1930.
Il est resté l'un des dirigeants de la Compagnie générale de la télégraphie sans fil (CSF), maison mère de la SFR, jusqu'à sa mort le 21 février 1944.

## Distinctions
Élu membre de l'Académie des sciences le 7 décembre 1942 .

## Hommages
- Lors de ses funérailles, le jeudi 24 février 1944, le physicien Maurice de Broglie lui rend hommage au nom de l'Académie des Sciences dont il est également membre[5].
- La centrale hydroélectrique du Logis Neuf sur le Rhône au nord de Montélimar, mise en service en 1960, porte son nom[6].